# Gesù signore del sabato

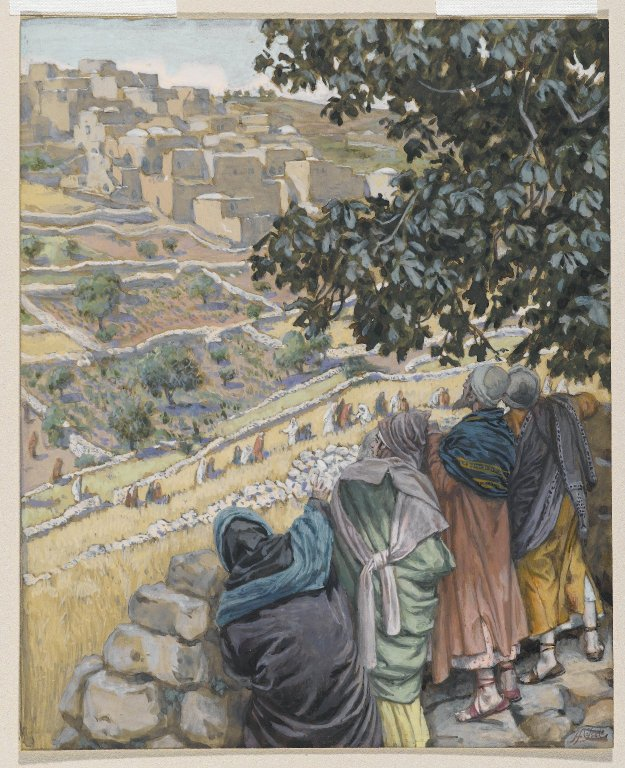
James Tissot, Les disciples mangent du blé au sabbat, acquerello, 1886-1894 (Brooklyn Museum)

Gesù signore del sabato è un episodio della vita di Gesù riportato dai Vangeli sinottici.

## Racconto evangelico
In un giorno di sabato, Gesù sta passando in un campo di grano; i discepoli che sono con lui, avendo fame, colgono le spighe, le sfregano tra le mani e mangiano i chicchi. Alcuni farisei che sono presenti li rimproverano, dicendo che in giorno di sabato non è lecito fare ciò. Gesù risponde citando un episodio della Bibbia, in cui Davide e i suoi compagni, avendo fame, entrarono nel tempio e mangiarono i pani dell'offerta a Dio, cosa permessa solo ai sacerdoti. Gesù dice inoltre che vuole misericordia e non sacrificio e conclude affermando che il Figlio dell'Uomo è il signore del sabato.

## Interpretazione
All'interpretazione legalistica e letterale del riposo sabbatico da parte dei farisei Gesù oppone un'interpretazione basata sulla comprensione dello spirito della legge, citando un episodio biblico che giustifica la violazione della legge nel caso di un bisogno superiore. Il sabato non ha un valore assoluto: Dio non ha creato l’uomo perché osservi il riposo del sabato, ma ha stabilito il riposo sabbatico perché sia utile all'uomo. Gesù vuole che si usi misericordia e non rigore e durezza verso se stessi e gli altri. Proclamandosi signore del sabato, Gesù vuole sottolineare che può dargli un senso nuovo, realizzandone pienamente il suo vero significato.